# 長崎市立福田小学校
長崎市立福田小学校（ながさきしりつ ふくだしょうがっこう、Nagasaki City Fukuda Elementary School）は、長崎県長崎市福田本町にある公立小学校。

## 概要
歴史
1874年（明治7年）に開校した「福田小学校」を前身とする。
校章
星（☆）の絵を背景にして、中央に「福」の文字を置いている。
校歌
作詞は田島日露紀、作曲は長沼藤市による。歌詞は3番まであり、各番に校名の「福田小学校」が登場する。
校区
中学校区は長崎市立福田中学校。

## 沿革
- 1872年（明治5年） - 学童教育を開始。
- 1874年（明治7年）「福田小学校」が創設される。
- 1886年（明治19年）4月1日 - 小学校令の施行により、「尋常福田小学校」に改称（尋常科4ヶ年）。
- 1889年（明治22年）4月1日 - 町村制の施行により、福田村立の小学校となる。
- 1892年（明治25年）4月 - 「福田尋常小学校」と改称。
- 1903年（明治36年）9月 - 校舎を新築。
- 1908年（明治41年）4月 - 小学校令の一部改正による義務教育延長（尋常科4年から6年に延長）に伴い、新たに5年生を設置し、4学級編成とする。
- 1909年（明治42年）4月 - 新たに6年生を設置。
- 1911年（明治44年）12月 - 校舎を増築。
- 1917年（大正6年）4月1日 - 高等科（2年制）を併置し、「福田尋常高等小学校」に改称。
- 1941年（昭和16年）4月1日 - 国民学校令により、「福田村福田国民学校」と改称。尋常科を初等科に改称。
- 1947年（昭和22年）4月1日 - 学制改革（六・三制の実施）
  - 旧・福田国民学校の初等科を改組し、「福田村立福田小学校」とする。
  - 旧・福田国民学校の高等科を改組し、福田村立福田中学校（新制中学校）とし、小学校に併設。
- 1949年（昭和24年）9月1日 - 手熊中学校が福田村立福田中学校に統合され、新校舎に移転したことにより、中学校との併設を解消。
- 1955年（昭和30年）1月1日 - 福田村が長崎市に編入され、「長崎市立福田小学校」（現校名）に改称。
- 1965年（昭和40年）- 新校舎が完成し、移転を完了。
- 1971年（昭和46年）3月31日 - 体育館が完成。
- 1974年（昭和49年）7月31日 - プールが完成。
- 1982年（昭和57年）- 給食室が完成。
- 1983年（昭和58年）3月 - 小江町小浦地区を手熊小学校区から編入する。

## アクセス
最寄りのバス停
- 長崎バス「福田車庫前」バス停

最寄りの国道・県道
- 国道202号

## 周辺
- 角力灘
- 長崎市立福田中学校
- 長崎サンセットマリーナ

## 参考資料
- 「西彼杵郡現勢一班」（1926年（昭和元年）12月31日発行, 出版:郡役所廃止記念会）- 国立国会図書館近代デジタルライブラリー p.480（コマ番号251）
- 「角川 日本地名大辞典 42 長崎県」（1987年（昭和62年）7月8日発行, 角川書店）
- 「市制百年 長崎年表」（1989年（平成元年）4月1日、長崎市役所）

## 関連事項
- 長崎県小学校一覧